# Megalastrum lunense
Megalastrum lunense är en träjonväxtart som först beskrevs av Hermann Christ och fick sitt nu gällande namn av Alan Reid Smith och R. C. Moran. Megalastrum lunense ingår i släktet Megalastrum och familjen Dryopteridaceae. Inga underarter finns listade.